# Rusna Skała

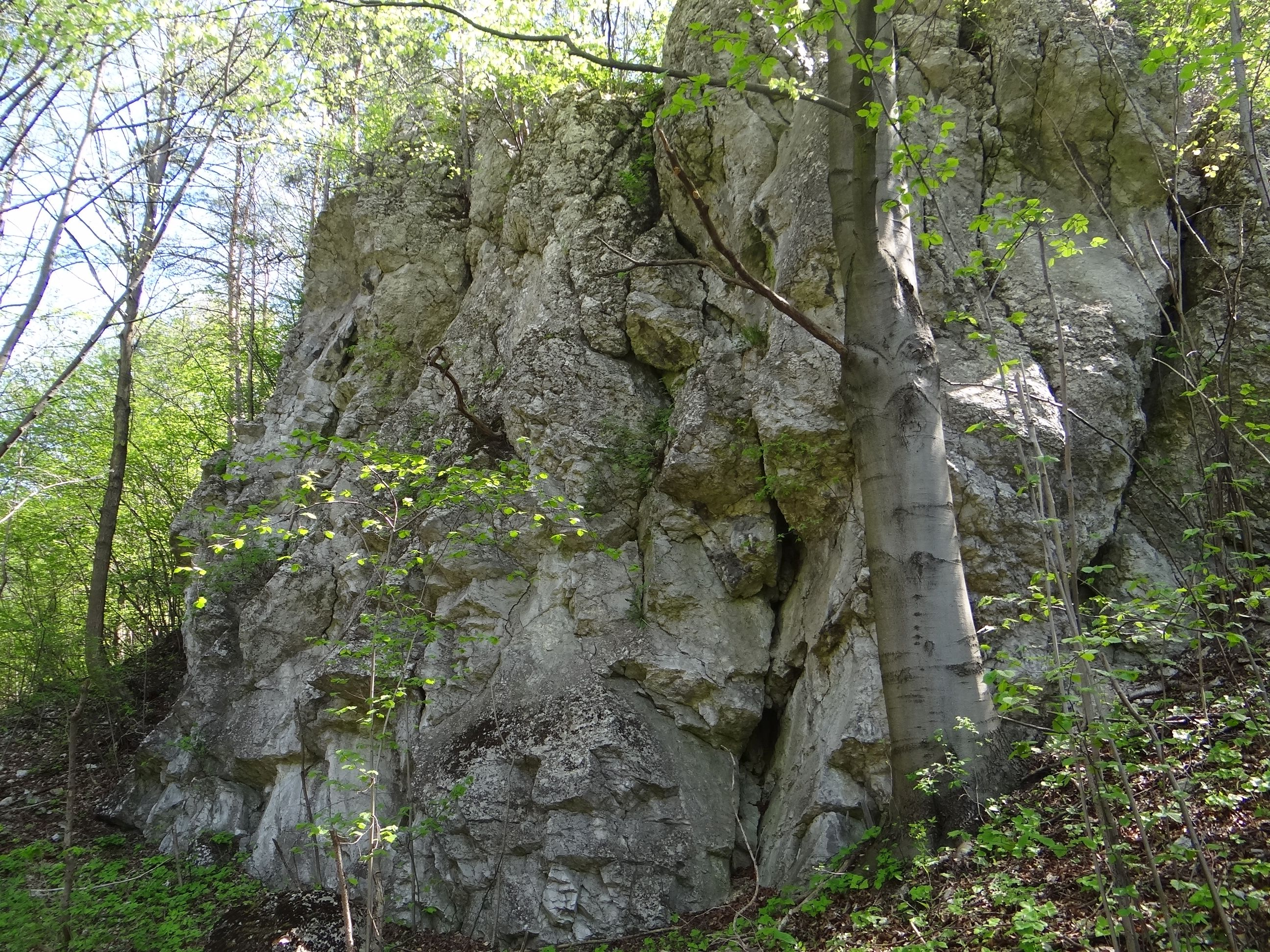

Rusna Skała, Ruska Skała, Ruśne – skała w orograficznie lewych zboczach Doliny Będkowskiej, w Łączkach Kobylańskich będących częścią wsi Kobylany w województwie małopolskim, w powiecie krakowskim, w gminie Zabierzów. Znajduje się powyżej zabudowań gospodarstwa, w odległości około 120 m w prostej linii od krzyża stojącego na skrzyżowaniu dróg w Łączkach, w porośniętej lasem dolnej części zbocza Kobylskich Gór.
Jest to skała zbudowana z twardych wapieni skalistych. Powyżej niej jest jeszcze kilka mniejszych skał. W skale tej i innych skałach powyżej niej jest kilka jaskiń: Jaskinia na Łączkach, Jaskinia na Łączkach Górna, Lej na Łączkach, Schronisko nad Jaskinią na Łączkach.